# Rachel Cusk
Rachel Cusk (Saskatoon, 8 de febrer de 1967) és una escriptora i novel·lista britànica. Cusk va néixer al Canadà el 1967 i va passar gran part de la seva primera infància a Los Angeles. Es va traslladar al Regne Unit el 1974. Va estudiar anglès al New College (Oxford). Cusk ha escrit vuit novel·les i tres obres de no-ficció. Ha guanyat i ha estat seleccionada per nombrosos premis: la novel·la Outline (2014) va ser seleccionada per al premi Folio, el premi Goldsmiths i el premi Baileys. L'any 2003 Rachel Cusk va ser nominada per la revista Granta com una de les vint millors novel·listes britàniques.

## Obra publicada
Novel·les
- Saving Agnes (1993)
- The Temporary (1995)
- The Country Life (1997)
- The Lucky Ones (2003)
- In the Fold (2005)
- Arlington Park (2006)
- The Bradshaw Variations (2009)
- Outline (2014)
- Transit (2017)

No-ficció
- A Life's Work: On Becoming a Mother (2001)
- The Last Supper: A Summer in Italy (2009)
- Aftermath: On Marriage and Separation (2012), publicada en català Seqüela, per Les Hores (2020)

Introduccions i pròlegs
- Bonjour Tristesse de Françoise Sagan (Penguin, 2008)
- The Age of Innocence d'Edith Wharton (Folio Society, 2009)
- The Rainbow de D. H. Lawrence (Vintage, 2011)
- Complete Stories de Kingsley Amis (Penguin Classics, 2011)

## Premis i nominacions
- 1993 Premi Whitbread - Saving Agnes[6]
- 1997 Premi Somerset Maugham - The Country Life[7]
- 2003 Premi Whitbread (nominada) - The Lucky Ones[8]
- 2005 Premi Booker (candidata) – In the Fold[9]
- 2007 Premi Orange de ficció (nominada) - Arlington Park [cal citació]
- 2014 Premi Goldmiths (nominada)
- 2015 Premi Folio (nominada)
- 2015 Premi Bailey (nominada)
- 2015 Premi Scotiabank Giller (nominada)[10]
- 2015 Premi del Governador General de ficció (nominada)
- 2016 Premi Goldsmiths (nominada)
- 2017 Premi Scotiabank Giller (nominada)[11]